# El Fandi
David Fandilla Marín dit « El Fandi » est un matador espagnol né le 13 juin 1981 à Grenade (Espagne). Il commença sa carrière comme picador à Santa Fe, près de Grenade et débuta comme matador en 2000.

## Présentation

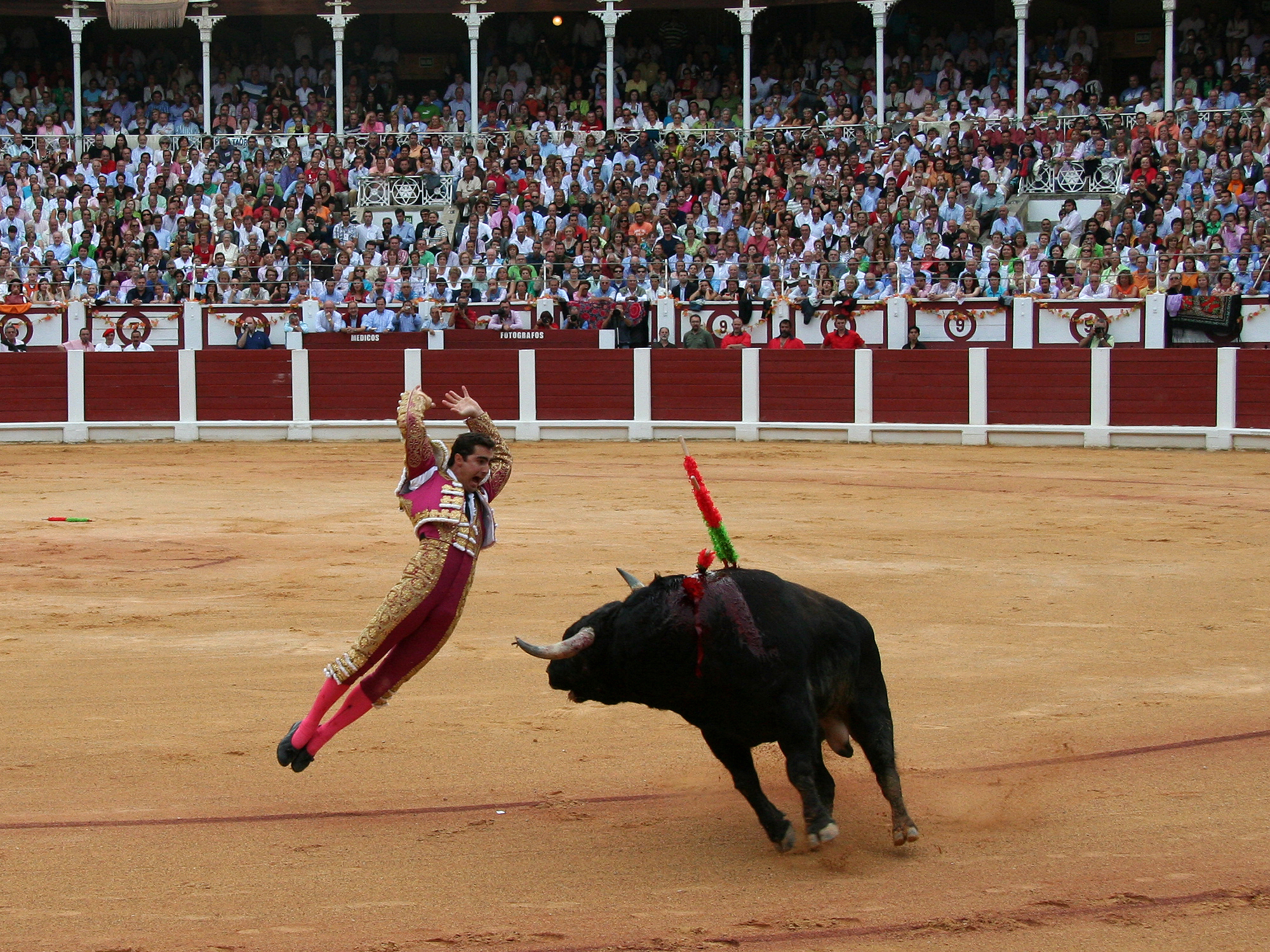
« El Fandi » posant des banderilles de poder a poder

Torero athlétique, déterminé, allègre, il séduit rapidement le public par son désir de vaincre et sa variété de jeu. Fils et petit-fils de banderilleros, il est un grand poseur de banderilles.
« El Fandi » est un grand sportif. Il fut ainsi membre de l'équipe nationale de ski lors de son adolescence, participa à l'édition 2008 du marathon de New York, pratique le ski nautique et l'alpinisme. Il aime le football et soutient le FC Barcelone.
Le 31 octobre 1999, encore novillero, il combat six novillos et coupe cinq oreilles. En 1999, il figure parmi les meilleurs novilleros en participant à 60 novilladas en Espagne. 
Il se blesse au coude droit lors d'une novillada à Murcie peu de temps avant de prendre l'alternative. Néanmoins, en dépit de sa fracture, El Fandi décide de toréer comme prévu le 18 juin 2000. Cet après-midi là, portant une protection au bras droit et toréant essentiellement de la main gauche, enchaînant les naturelles, il est récompensé de deux oreilles et sort en triomphe à Grenade.
« El Fandi » a participé à 107 corridas au cours de la temporada 2005, ce qui fait de lui le 13e torero de l'histoire à avoir cumulé plus de 100 corridas lors de la même saison taurine. Il finit premier de l’escalafón cette année-là.
Le 24 juin 2007, « El Fandi » se blesse à l'index droit. En conséquence, il ne peut honorer 25 contrats pour des corridas pendant un mois et demi. Malgré cela, il revient et triomphe à Barcelone et Saragosse parmi d'autres places taurines. Il cède la tête de l’escalafón à Manuel Díaz « El Cordobés » et prend la seconde place en coupant notamment 20 queues. Sans cette blessure en juin 2007, « El Fandi » aurait été en tête de l’escalafón de cinq années consécutives.
Un film documentaire a été réalisé sur lui en 2008, intitulé « The Matador ». The New York Times rédigera un billet particulièrement élogieux à son sujet.
À Pampelune, lors des Fêtes de San Fermin le 10 juillet 2009, il a toréé en ouverture de la corrida le toro Capuchino (515 kg, né en novembre 2004) de Jandilla, toro qui avait mortellement blessé le spectateur Daniel Jimeno Romero (27 ans) lors de l'encierro du matin. Capuchino fut accueilli sous les sifflets d'une partie du public et la faena se fit dans un silence respectueux. El Fandi obtint une oreille après une estocade parfaitement réalisée.

### Carrière

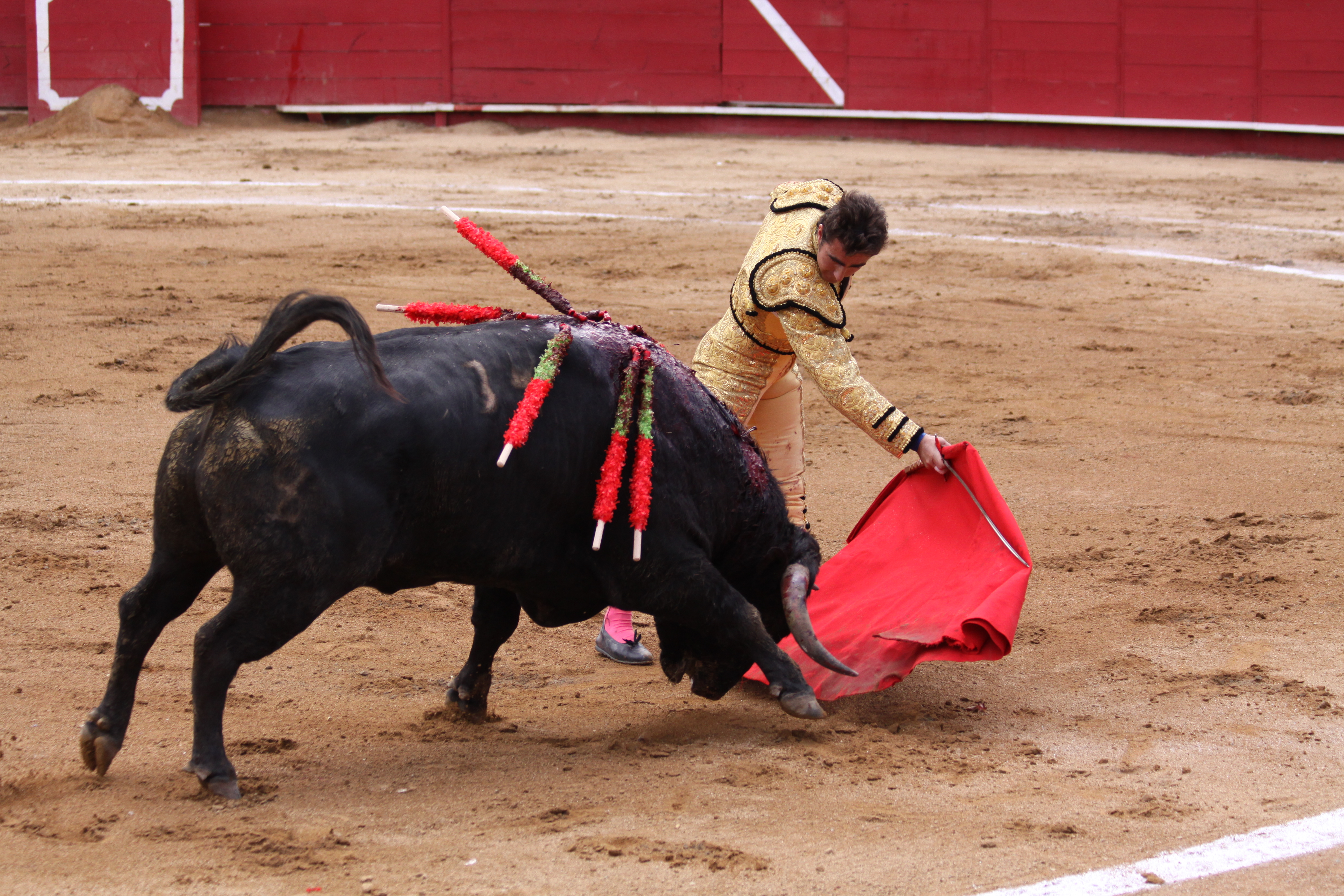
« El Fandi » réalisant une passe de poitrine

- Débuts en novillada avec picadors : Santa Fe (Espagne, province de Grenade), le 19 avril 1998 face à des novillos de Manuel Vidrié.
- Présentation à Madrid : le 30 avril 1999.
- Alternative : 18 juin 2000 à Grenade. Parrain « Manzanares », témoin El Juli.
- Confirmation à Madrid : 17 mai 2002.
- Confirmation à Mexico : 1er décembre 2002.
  - Saison 2004 : 97 corridas - 195 oreilles - 7 queues (2e de l’escalafón)
  - Saison 2005 : 107 corridas - 210 oreilles - 11 queues (1er de l’escalafón)
  - Saison 2006 : 108 corridas - 221 oreilles - 15 queues (1er de l’escalafón)
  - Saison 2007 : 90 corridas - 228 oreilles - 20 queues (2e de l’escalafón)
  - Saison 2008 : 111 corridas - 263 oreilles - 22 queues (1er de l’escalafón)
  - Saison 2009 : 98 corridas - 220 oreilles - 18 queues (1er de l’escalafón)
  - Saison 2010 : 94 corridas - 190 oreilles - 10 queues (1er de l’escalafón)
  - Saison 2011 : 75 corridas - 137 oreilles - 8 queues (1er de l’escalafón)
  - Saison 2012 : 75 corridas - 126 oreilles - 6 queues (1er de l’escalafón)
  - Saison 2013 : 63 corridas - 140 oreilles - 6 queues